# بی‌ئی‌ای سیستمز
بی‌ئی‌ای سیستمز (انگلیسی: BEA Systems) شرکت نرم‌افزار آمریکایی است، که در سال ۱۹۹۵ تأسیس و در سال ۲۰۰۸ منحل شد. دفتر مرکزی این شرکت در سن خوزه، کالیفرنیا قرار دارد. تعداد کارکنان این شرکت در آخرین بررسی 550 نفر بوده است.